# Österreichischer Grundtanz
Die Bundesarbeitsgemeinschaft Österreichischer Volkstanz hat im Jahr 1956 einige Tänze als Österreichische Grundtänze ausgewählt, um das gemeinsame Tanzen von Tänzern aus verschiedenen Österreichischen Bundesländern zu ermöglichen. Gewählt wurden vor allem Formen, die in möglichst vielen Regionen aufgezeichnet waren.
Ursprünglich waren es 12 Tanzformen mit Auftanz, im Jahr 1962 wurde diese Liste auf 20 Grundtänze erweitert, sie bilden inzwischen den Grundstock für die Volkstanzausbildung, sowie für Volkstanzfeste und Offenes Tanzen in ganz Österreich.

## Liste der Grundtänze
Diese für ganz Österreich empfohlenen Tänze sind:
- Ursprüngliche zwölf Grundtänze aus 1956:
  1. Offener Walzer
  2. Hiatamadl
  3. Neudeutscher
  4. Siebenschritt
  5. Studentenpolka
  6. Kreuzpolka
  7. Jägermarsch
  8. Rheinländer
  9. Schwedischer
  10. Bayrisch-Polka
  11. Neubayrischer
    1. Neubayrischer, kurze Form
    2. Neubayrischer, lange Form

  12. Krebspolka (Galopp)
    - zuzüglich Auftanz

- Erweiterte acht Grundtänze aus 1962:
  1. Eiswalzer
  2. Waldjäger (Mühlviertel)
  3. Puchberger Schottisch
  4. Spinnradl
  5. Paschater Zweischritt
  6. Kaiserlandler
  7. Marschierpolka
  8. Einfacher Dreher

## Nähere Beschreibungen
Diese Grundtänze und viele weitere Tänze sind abrufbar auf Volkstanz.cc oder Dancilla, sowohl in zweistimmigen Noten mit Bassbezifferung, als auch in Griffschrift für Steirische Harmonika, jeweils mit nachvollziehbarer Tanzbeschreibung, sowie in Capella-2004-Datei, in MIDI-Datei zweistimmig mit Grundbässen, soweit vorhanden auch mit Liedtexten.